# Geographie Kosovos

Topographische Karte des Kosovo

Das Kosovo liegt in Südosteuropa im zentralen Teil der Balkanhalbinsel. Es grenzt im Norden und Nordosten an Serbien (Grenzlänge 351,6 km), im Südosten an Nordmazedonien (158,7 km), im Südwesten an Albanien (111,8 km) und im Westen an Montenegro (78,6 km). Das Land hat eine Fläche von 10.877 Quadratkilometern und eine rund 1,8 Millionen große Bevölkerung. Die mittlere Bevölkerungsdichte beträgt 155 Einwohner pro Quadratkilometer.
Das Kosovo ist von Gebirgen geprägt. Fast zu allen Landesgrenzen hin erheben sich teilweise über 2000 Meter hohe Berge. Der Südwesten des Kosovo wird von der Ebene Metochien, während der Nordosten von der Ebene Amselfeld (Kosovo) eingenommen wird. Zwischen ihnen liegt die Bergkette der Carraleva. Die Region um Prishtina, die Hauptstadt des Kosovo, ist vor allem durch den Kohleabbau und die Energieerzeugung geprägt.

## Räumliche Gliederung

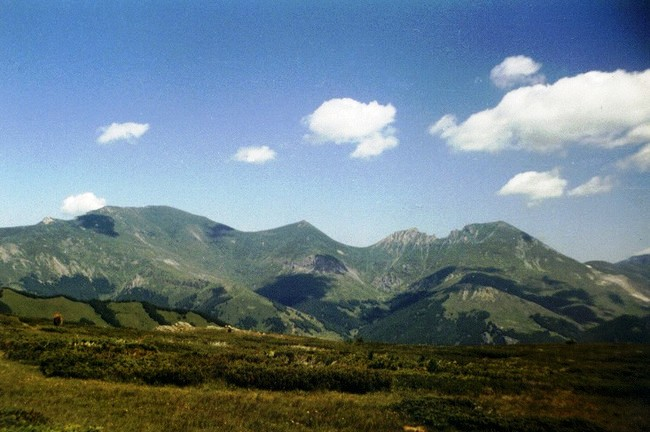
Das Gebirge Šar Planina

Das Gebiet des Kosovo ist sehr gebirgig. Das Gebirge Šar Planina bildet die Grenze zu Nordmazedonien. Es erhebt sich vom Süden bis in den Südosten des Landes. Dieses Gebiet gilt als wichtiges Reiseziel für Bergtouristen, Hauptziele sind Brezovica und Prevalla. Aber auch für die Pflanzen- und Tierwelt spielt diese Region eine wichtige Rolle. Sie ist Rückzugsgebiet vieler sonst im Land bedrohten Arten.
Das Prokletije beziehungsweise die Nordalbanischen Alpen erstreckt sich im Dreiländereck von Montenegro, Albanien und Kosovo. Die Bergketten der Bjeshkët e Nemuna të Kosovës dieses Gebirges befinden sich im Westen des Kosovo in der Region westlich von Peja.
Zwischen diesen beiden Gebirgen, Šar Planina und Prokletije, erstreckt sich auf über 65 Kilometer Länge die landwirtschaftlich bedeutende Ebene Metochien. Sie ist von einzelnen Hügelketten geprägt, jedoch überwiegend flach.
Im Osten wird Metochien von den Bergen der Carraleva begrenzt. Diese durchziehen das Landeszentrum von Nordwesten in südöstlicher Richtung bis zu den Ausläufern des Gebirges Šar Planina (alb.: Malet e Sharrit). Die Carraleva teilt das Land in die Ebene Metochien im Westen und die Ebene Amselfeld im Osten. Die Ebene des Amselfelds hat eine durchschnittliche Höhe von 550 m und die Ebene von Metochien 450 m.
Das Amselfeld ist mit etwa 50 Kilometern Länge eine etwas kleinere Ebene als Metochien und erstreckt sich zwischen Vushtrria und Ferizaj. Hier liegen einige der größten Städte des Landes, wie die Hauptstadt Pristina, Ferizaj, Gjilan und Vushtrria. Östlich an das Amselfeld befinden sich die Berge von Žegovac. Das Gebirge Kopaonik liegt im Nordkosovo und ist im Süden von Amselfeld begrenzt.

## Gewässer
Der Kosovo ist ein Binnenstaat. Es gibt mehrere bedeutende Flüsse und Seen innerhalb seiner Grenzen. Als wichtigster Fluss des Landes gilt der 113 Kilometer lange Weiße Drin, der in die Adria mündet. Weitere wichtige Flüsse sind die Sitnica (90 km), die Bistrica e Pejës (62 km), der Bistrica e Deçanit, die Morava e Binqes (60 km), der Ibar und der Lepenac (53 km).

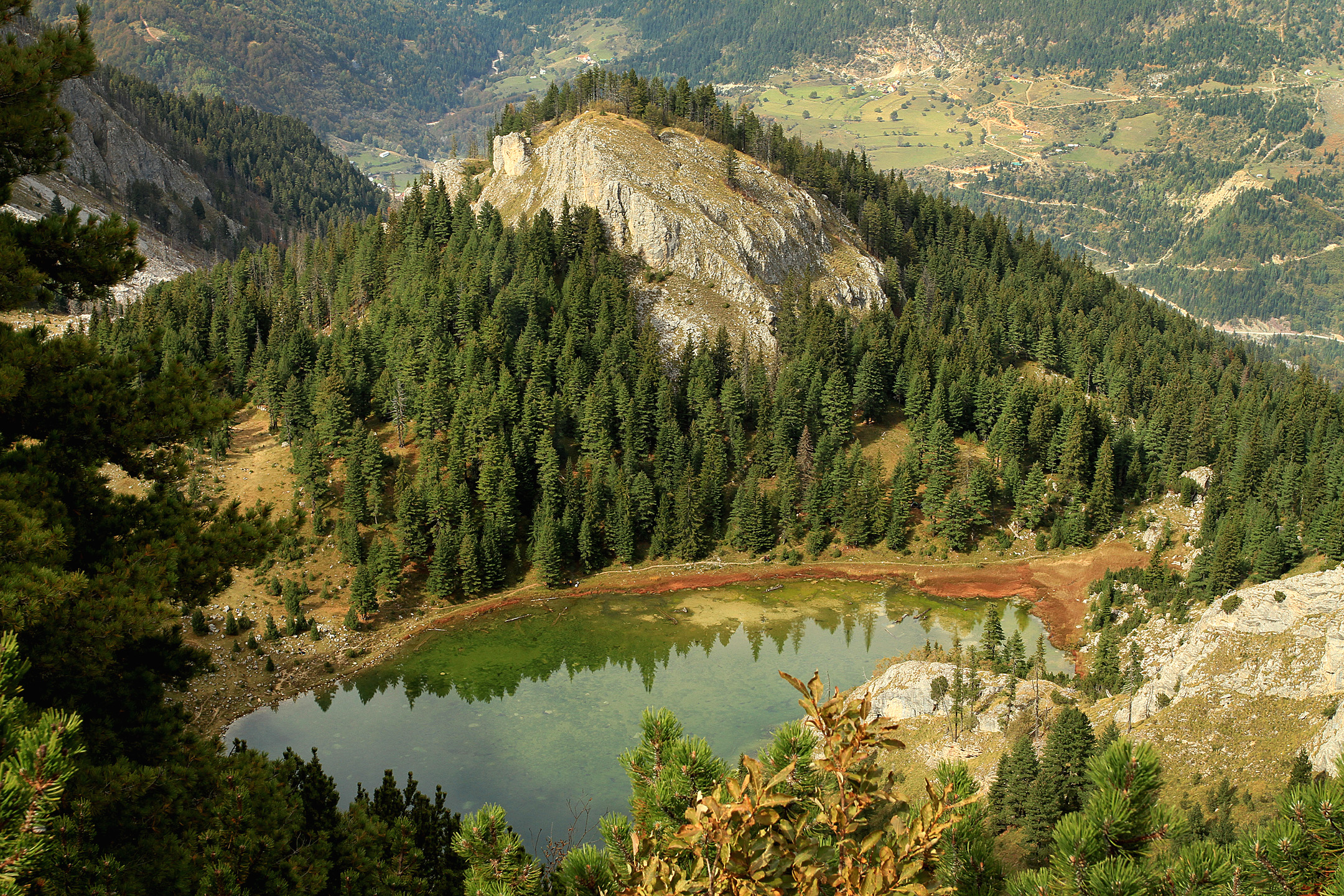
Der Liqenat-See im Rugova-Gebirge

Als wichtigster See gilt der Gazivodasee mit rund 9,1 Quadratkilometern Fläche; er liegt im nordwestlichen Teil des Landes. Das Land hat zahlreiche weitere Seen, zum Beispiel den Batllava-See (3,27 km²) im östlichen Teil des Kosovo, den Badovac-See mit 2,57 km² Fläche im Nordosten und den Radoniq-See mit 5,96 km² Fläche im südwestlichen Teil. In den Bjeshket e Nemuna finden sich mehrere kleine Bergseen wie der Leqinat-See mit 1,66 Hektar Fläche und der Drelaj-See mit 0,6 Hektar Fläche – sie sind beide bekannte Touristenziele.

## Klima
Da das Kosovo sich zwischen dem Mittelmeer und den bergigen Regionen Südosteuropas auf der Balkanhalbinsel befindet, schwanken die Temperaturen saisonal recht stark. Im Sommer erreichen Höchsttemperaturen weit über 30 °C, im Winter sind Temperaturen von −10 °C möglich. Im Kosovo herrscht kontinentales Klima mit warmen Wettern im Sommer und teils sehr kalten, schneereichen Wintern.

## Umwelt und Natur

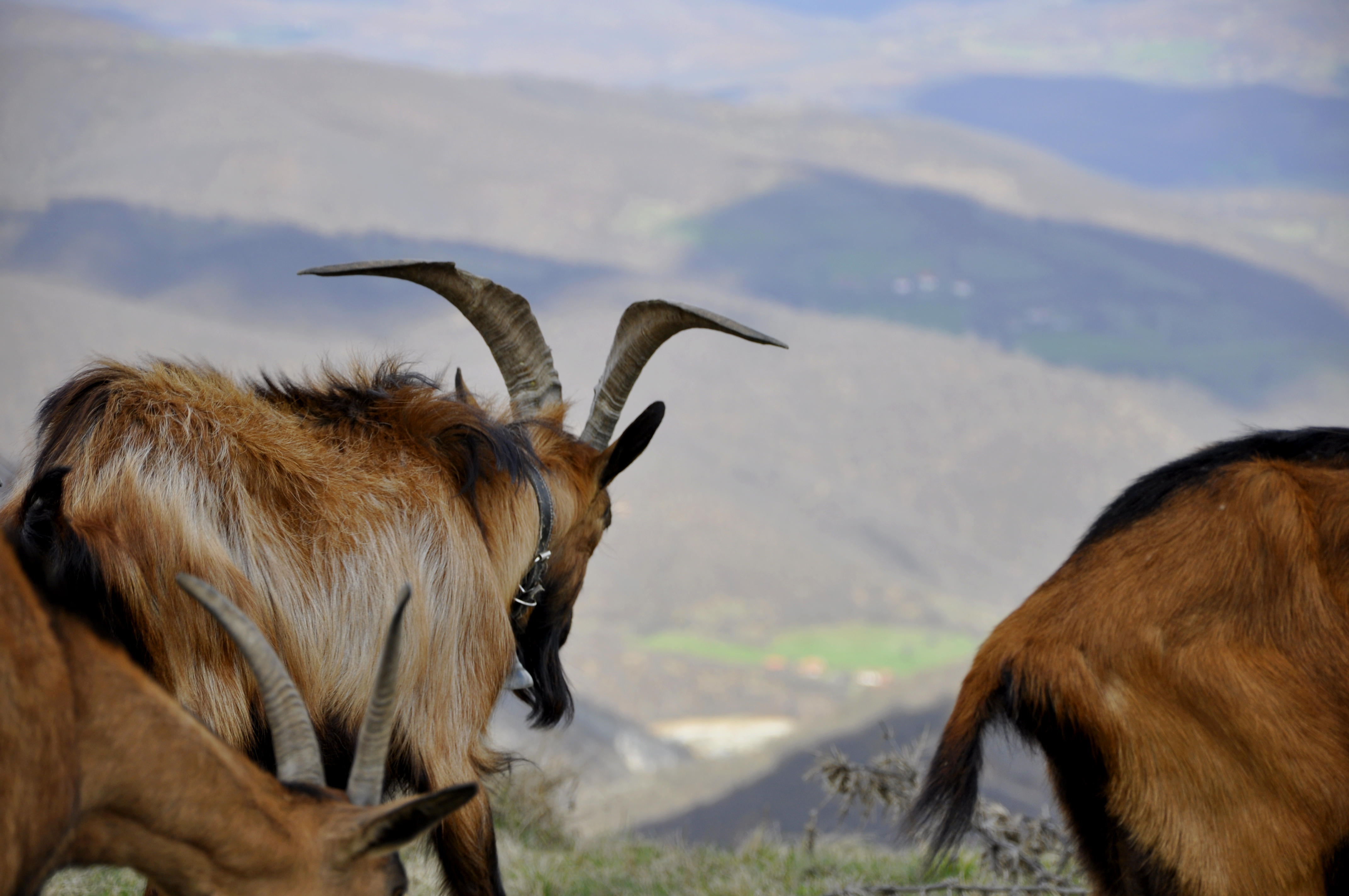
Ziegen bei Novo Brdo

Das Land hat verschiedene Wasserquellen und Wasserfälle, wie die Mirusha-Wasserfälle, die Rugova-Schlucht bei Peja, die Wasserquelle des Flusses Drin, die Tropfsteinhöhle in Gadime und das Tal der Bistrica bei Prizren.
Im Kosovo gibt es zwei Nationalparks, den Nationalpark Sharr bei Prizren und in den Albanischen Alpen den Nationalpark Bjeshkët e Nemuna bei Peja, zudem das Naturschutzgebiet Blinaja bei Pristina, in welchem sich stark bedrohte Tierarten aufhalten. Seit kurzem hat das Kosovo auch einen Bärenwald bei Pristina, in welchem sich Bären aufhalten, welche zuvor nicht artgerecht in kleinen Käfigen gehalten wurden. 
Rund 446 km² wird von Eichen, Buchen, Kastanien und anderen verschiedenen Nadelhölzern bestanden, 200 km² wird als Ackerland genutzt besonders zum Anbau von Weizen, Gerste, Mais, Weintrauben, Tabak, Kartoffeln und Pflaumen.
Viele Flüsse im Kosovo werden aufgestaut. Durch die Bildung von Stauseen sind viele Gewässer fischreich geworden. Man findet unter anderem Forellen, Karpfen, Aale, Barben, Welse, Hechte und Schollen, sowie auch Huchen. 
In verschiedenen Regionen des Kosovos leben noch seltene Tiere wie Bären, Luchse, Auerhühner und sogar Schildkröten. Seltene Pflanzen wie Edelweiß, Alpenveilchen und Päonien sind ebenfalls zu finden. Zudem besitzt das Land zahlreiche Karstquellen, Mineralquellen und Gletscherseen.

## Zehn größte Städte
Die im Jahr 2011 durchgeführte Volkszählung ergab für die zehn größten Städte folgende Einwohnerzahlen:
1. Pristina: 198.897
2. Prizren: 177.781
3. Ferizaj: 108.610
4. Peja: 96.450
5. Gjakova: 94.556
6. Gjilan: 90.178
7. Podujeva: 88.499
8. Mitrovica: 71.909
9. Vushtrria: 69.870
10. Suhareka: 59.722